# Kęstutis Šetkus
Kęstutis Šetkus (* 30. April 1980 in Tauragė) ist ein litauischer liberaler Politiker und Vizeminister für Umwelt.

## Leben
Nach dem Abitur 1998 an der Mittelschule absolvierte Kęstutis Šetkus von 1998 bis 2002 das Bachelorstudium der Kunstwissenschaft an der Vytautas-der-Große-Universität in der litauischen zweitgrößten Stadt Kaunas, 2005 das Masterstudium Information Society Studies an der Universität Vilnius in der litauischen Hauptstadt Vilnius und 2015 das Masterstudium Innovationsmanagement und Technology Transfer an der ISM University of Management and Economics.
Von 2009 bis 2012 lehrte er als Lektor am Kolleg Vilnius und von 2010 bis 2013 an der	Vytauto Didžiojo universitetas. 
Von 2011 bis	2015 war er Leiter der Abteilung für Innovationen  bei	Mokslo, inovacijų ir technologijų agentūra.
Von 2015 bis  	2016 leitete er als Direktor 	Lietuvos inovacijų centras und von 2016 bis	2020 die Agentur	Mokslo, inovacijų ir technologijų agentūra sowie von 
2020 	bis 2023 	Lietuvos hidrometeorologijos tarnyba.  	2020 war er Berater des Ministers am Wirtschaftsministerium Litauens.
Seit August 2023 ist er stellvertretender Umweltminister Litauens als Stellvertreter von Simonas Gentvilas im Kabinett Šimonytė.
Er ist Mitglied der LRLS. 
Kęstutis Šetkus ist verheiratet.